# Wereldkampioenschappen trampolinespringen 1999
De wereldkampioenschappen trampolinespringen 1999 waren door de Fédération Internationale de Trampoline (FIT) georganiseerde kampioenschappen voor trampolinespringers. De 21e editie van de wereldkampioenschappen vond plaats in het Zuid-Afrikaanse Sun City van 30 september tot 3 oktober 1999.

## Resultaten

### Trampolinespringen
|                             | Goud                                                                  | Goud        | Zilver                                                       | Zilver      | Brons                                                                    | Brons       | 4                                                               | 4           | 5                                                             | 5           |
| Individueel                 | Individueel                                                           | Individueel | Individueel                                                  | Individueel | Individueel                                                              | Individueel | Individueel                                                     | Individueel | Individueel                                                   | Individueel |
| --------------------------- | --------------------------------------------------------------------- | ----------- | ------------------------------------------------------------ | ----------- | ------------------------------------------------------------------------ | ----------- | --------------------------------------------------------------- | ----------- | ------------------------------------------------------------- | ----------- |
| Heren                       | Aleksandr Moskalenko                                                  | (111.0)     | Nikolai Kazak                                                | (109.5)     | David Martin                                                             | (107.5)     | Dmitri Poliarouch                                               | (107.2)     | Ji Wallace                                                    | (106.5)     |
| Dames                       | Irina Karavaeva                                                       | (108.9)     | Oxana Tsyhuleva                                              | (108.1)     | Anna Dogonadze                                                           | (106.4)     | Olena Movchan                                                   | (104.8)     | Natalia Chernova                                              | (104.5)     |
| Synchroon                   |                                                                       |             |                                                              |             |                                                                          |             |                                                                 |             |                                                               |             |
| Heren                       | Aleksandr Moskalenko German Khnychev                                  | (135.5)     | Nikolai Kazak Vladimir Kakorko                               | (134.80)    | Sergei Bukovtsev Oleksandr Chernonos                                     | (132.2)     | Daisuke Nakata Keita Sugai                                      | (129.5)     | Michael Serth Stefan Reithofer                                | (128.9)     |
| Dames                       | Oxana Tsyhuleva Olena Movchan                                         | (133.1)     | Anna Dogonadze Tina Ludwig                                   | (132.9)     | Irina Karavaeva Natalia Chernova                                         | (131.9)     | Natalia Karpenkova Galina Lebedeva                              | (130.3)     | Claire Wright Kirsten Lawton                                  | (128.2)     |
| Team                        |                                                                       |             |                                                              |             |                                                                          |             |                                                                 |             |                                                               |             |
| Heren                       | Alexander Russakov German Knytchev Alexander Moskalenko Sergei Iachev | (113.5)     | Michael Serth Markus Kubicka Henrik Stehlik Stefan Reithofer | (113.2)     | Ben Snape Chris Mitruk Mathieu Turgeon Michel Greene                     | (110.3)     | Sebastian Laifa Guillaume Bourgeon David Martin Emmanuel Durand | (109.5)     | Vladimir Kakorko Nikolai Kazak Dmitri Poliarouch              | (107.6)     |
| Dames                       | Irina Karavaeva Natalia Chernova Marina Mourinova Tatiana Kovaleva    | (119.4)     | Oxana Tsyhuleva Olena Movchan Oxana Verbitskaya              | (115.7)     | Galina Lebedeva Liudmila Padasenko Natalia Karpenkova Tatsiana Piatrenia | (115.5)     | Tina Ludwig Irmgard Erl Nicole Maintz Anna Dogonadze            | (114.3)     | Claire Wright Kirsten Lawton Jaime Moore Vicky Pollard        | (88.3)      |
| Dubbele minitrampoline      |                                                                       |             |                                                              |             |                                                                          |             |                                                                 |             |                                                               |             |
| Heren                       | Chris Mitruk                                                          | (25.00)     | Jorg Gehrke                                                  | (24.53)     | Rodolfo Rangel                                                           | (24.33)     | Nuno Merino                                                     | (23.86)     | Justin Dougal                                                 | (22.87)     |
| Dames                       | Lisa Colussi-Miruk                                                    | (22.40)     | Marina Mourinova                                             | (21.47)     | Erin Maguire                                                             | (21.27)     | Alla Trifonova                                                  | (21.13)     | Jacinta Harford                                               | (20.60)     |
| Dubbele minitrampoline team |                                                                       |             |                                                              |             |                                                                          |             |                                                                 |             |                                                               |             |
| Heren                       | Mark Griffith Karl Heger Byron Smith Ryan Weston                      | (35.07)     | Jorg Gehrke Uwe Marquardt Dennis Luxon Michael Dobert        | (34.60)     | Chris Mitruk Ryan Ward Scott Fischer Jeremy Brock                        | (34.01)     | Justin Dougal Chris Ormandy Steven Vette Marcus Leslie          | (33.33)     | Martin Innala Mathias Lindeberg Nils Melkerud Douglas Jansson | (29.40)     |
| Dames                       | Marta Ferreira Raquel Pinto Rita Costa Sónia Oliveira                 | (31.13)     | Jacinta Harford Elizabeth Cox Kirsti Hann Khali Ridge        | (30.92)     | Lisa Colussi-Mitruk Cheryl Johnson Teresa Mikola Shannon Lee             | (29.67)     | Antonia Ivanova Teodora Sinilkova Daniela Petrova               | (28.60)     | Julie Fisher Vanessa Wood Erin Maguire Nicole Basanda         | (28.20)     |

### Tumbling
|             | Goud                                                                       | Goud        | Zilver                                                               | Zilver      | Brons                                                                | Brons       | 4                                                       | 4           | 5                                                        | 5           |
| Individueel | Individueel                                                                | Individueel | Individueel                                                          | Individueel | Individueel                                                          | Individueel | Individueel                                             | Individueel | Individueel                                              | Individueel |
| ----------- | -------------------------------------------------------------------------- | ----------- | -------------------------------------------------------------------- | ----------- | -------------------------------------------------------------------- | ----------- | ------------------------------------------------------- | ----------- | -------------------------------------------------------- | ----------- |
| Heren       | Levon Petroian                                                             | (85.90)     | Alexei Kryjanovski                                                   | (85.10)     | Robert Small                                                         | (83.71)     | Martin Jyde Nielsen                                     | (82.53)     | Brad Davis                                               | (81.27)     |
| Dames       | Elena Bloujina                                                             | (79.69)     | Chrystel Robert                                                      | (78.07)     | Melanie Avisse                                                       | (76.17)     | Amanda Lentz                                            | (75.87)     | Kathryn Peberdy                                          | (74.37)     |
| Team        |                                                                            |             |                                                                      |             |                                                                      |             |                                                         |             |                                                          |             |
| Heren       | Daniel Avakian Alexei Kryjanovski Denis Serdioukov Levon Petrosian         | (87.60)     | Nicolas Divry Christopher Gigou Alexandre Dechanet Nicolas Fournials | (84.50)     | Ross Gibson Robert Proctor Richard Barker Robert Small               | (83.80)     | Jared Olsen Rayshine Harris Randy Direen Brad Davis     | (82.44)     | Rune Kristensen Flemming Johansen Martin Jyde Nielsen    | (81.44)     |
| Dames       | Natalia Rakhmanova Tatiana Chakhnovskaia Victoria Danilkina Elena Bloujina | (77.46)     | Peggy Pachy Mariama Ndour Melanie Avisse Chrystel Robert             | (75.77)     | Oksana Vstretentseva Tatiana Zhovtopup Olena Dribna Olena Chabanenko | (75.24)     | Alisha Robinson Erin Maguire Lajeana Davis Amanda Lentz | (74.17)     | Leigh Rugman Zoe Styles Melanie Thompson Kathryn Peberdy | (73.16)     |

1964 ·
1965 ·
1966 ·
1967 ·
1968 ·
1971 ·
1973 ·
1974 ·
1978 ·
1978 ·
1980 ·
1982 ·
1984 ·
1986 ·
1988 ·
1990 ·
1992 ·
1994 ·
1996 ·
1998 ·
1999 ·
2001 ·
2003 ·
2005 ·
2007 ·
2009 ·
2010 ·
2011 ·
2013 ·
2014 ·
2015 ·
2017 ·
2018 ·
2019